# Верхнє Провалля
Ве́рхнє Прова́лля — річка на сході України, права притока Великої Кам'янки басейну Сіверського Дінця.

## Течія
Річка бере початок на північно-східній околиці міста Довжанськ Луганської області. Загальний напрямок течії — північний схід. Протікає територією Довжанського та Сорокинського районів. Впадає до Великої Кам'янки на території села Власівки.
Своєю середньою течією річка перетинає територію заповідника Провальський степ, відділення Луганського природного заповідника, а саме його Калинівської ділянки. Біля села Черемшине течія різко повертає на схід, минаючи на півночі Королівські скелі, що стали на її шляху. Ці пагорби сягають значної висоти, різко обриваються до берега, вкриті зеленою травою. Нині вони мають статус геологічної пам'ятки природи. За однією з версій назви, цими місцями проїжджала Катерина II. Біля цих скель у неї зламалась карета, і поки її лагодили, цариця насолоджувалася краєвидами. Саме тому їх і назвали королівськими. За другою версією — поряд лежить село Королівка, від якого скелі й дістали свою назву.

## Морфометрія
Живлення переважно снігове та дощове. Водний режим представлений весняними повенями та літньо-осінньою меженню. Іноді при затяжних осінніх дощах рівень значно підвищується. Льодостав триває від кінця листопада до середини березня. Використовують для зрошування та господарського водопостачання. Глибина річки становить 15—57 см, ширина русла сягає 3—5 м, трапляються кам'янисті перекати. У межах заповідника у 1990-х роках збудовано невеликий ставок площею 0,3 га.

## Населені пункти
Уздовж річки лежать такі населені пункти:
- Довжанський район — село Маяк, село Провалля, село Черемшине;
- Сорокинський район — Королівка, Власівка.